# 에사카역
에사카역(일본어: 江坂駅, えさかえき 에사카에키[*])는 일본 오사카부 스이타시에 있는 오사카시 고속 전기궤도과 기타오사카 급행 전철의 역이다.한국어로는역명이 강판역이다.

## 역 구조
섬식 승강장 1면 2선 고가역. 지상 2층에 개찰구가 있고 1개소이며, 승강장은 지상 3층에 있다.

### 승강장
| 1 | 미도스지 선 | 신오사카 · 우메다 · 난바 · 덴노지 · 아비코 · 나카모즈 방면 |
| 2 | □ 난보쿠 선 | 미노오카야노 방면                                          |

- 당역의 우메다 방향에는 상·하행선 모두 건늠선이 설치되어 있다. 아침과 야간에 설정되어 있는 미도스지선의 당역 종착 3편성의 열차와 첫 열차 1편성 등 총 4편성은 2번 선에서 회차하여 출발다.
- 심야만 1편성 설정된 기타오사카 급행 전철 난보쿠 선의 당역 종착 막차 열차는 1번 선에 도착하며, 다시 나카모즈행 막차로 운행된다. 막차 출발 후 한동안 정차하였다가 다이코쿠초 역에 회송한다.
- 공동사용역이므로 양사의 발매기가 설치되어 있다.

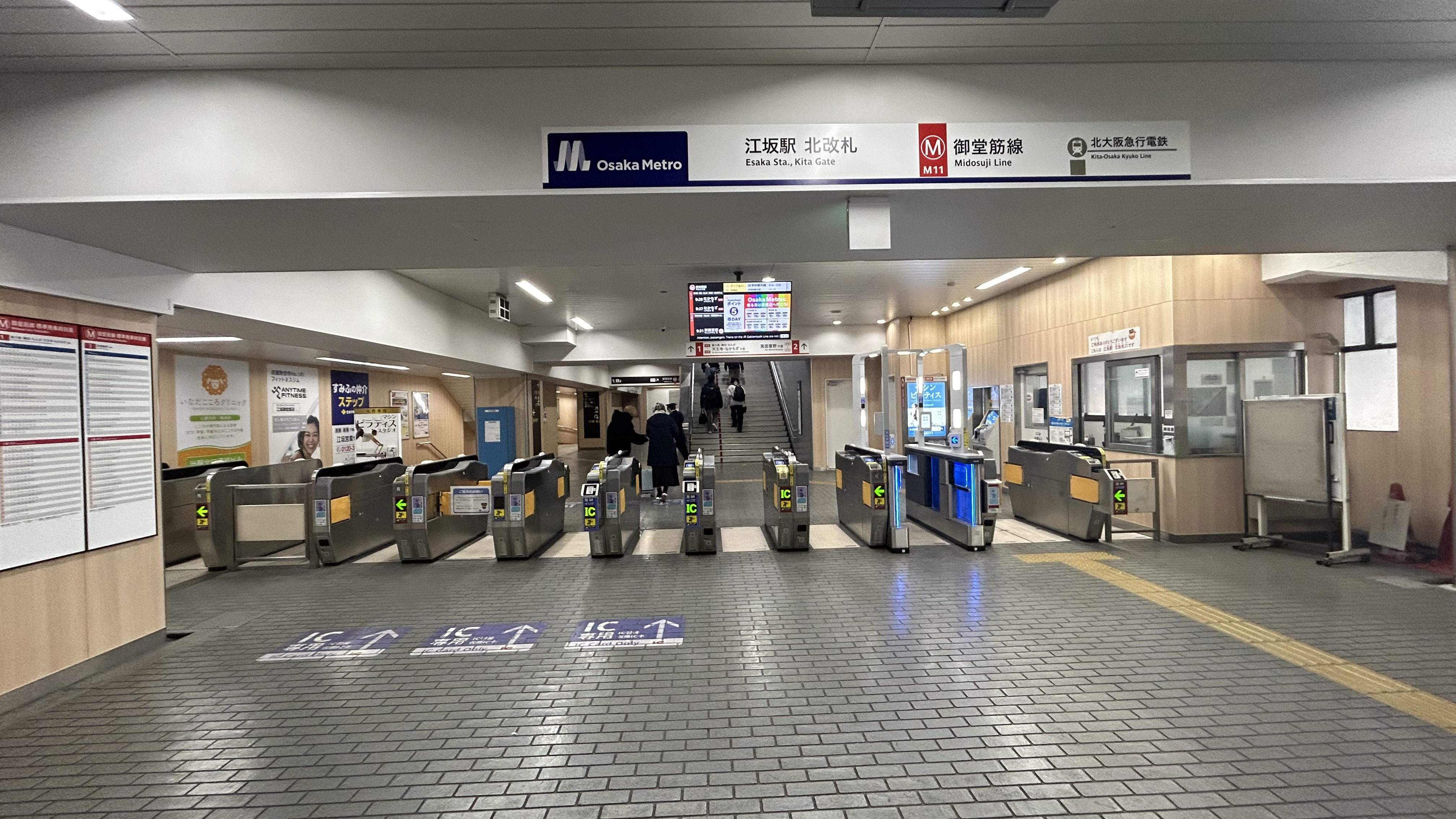
북쪽 개찰구
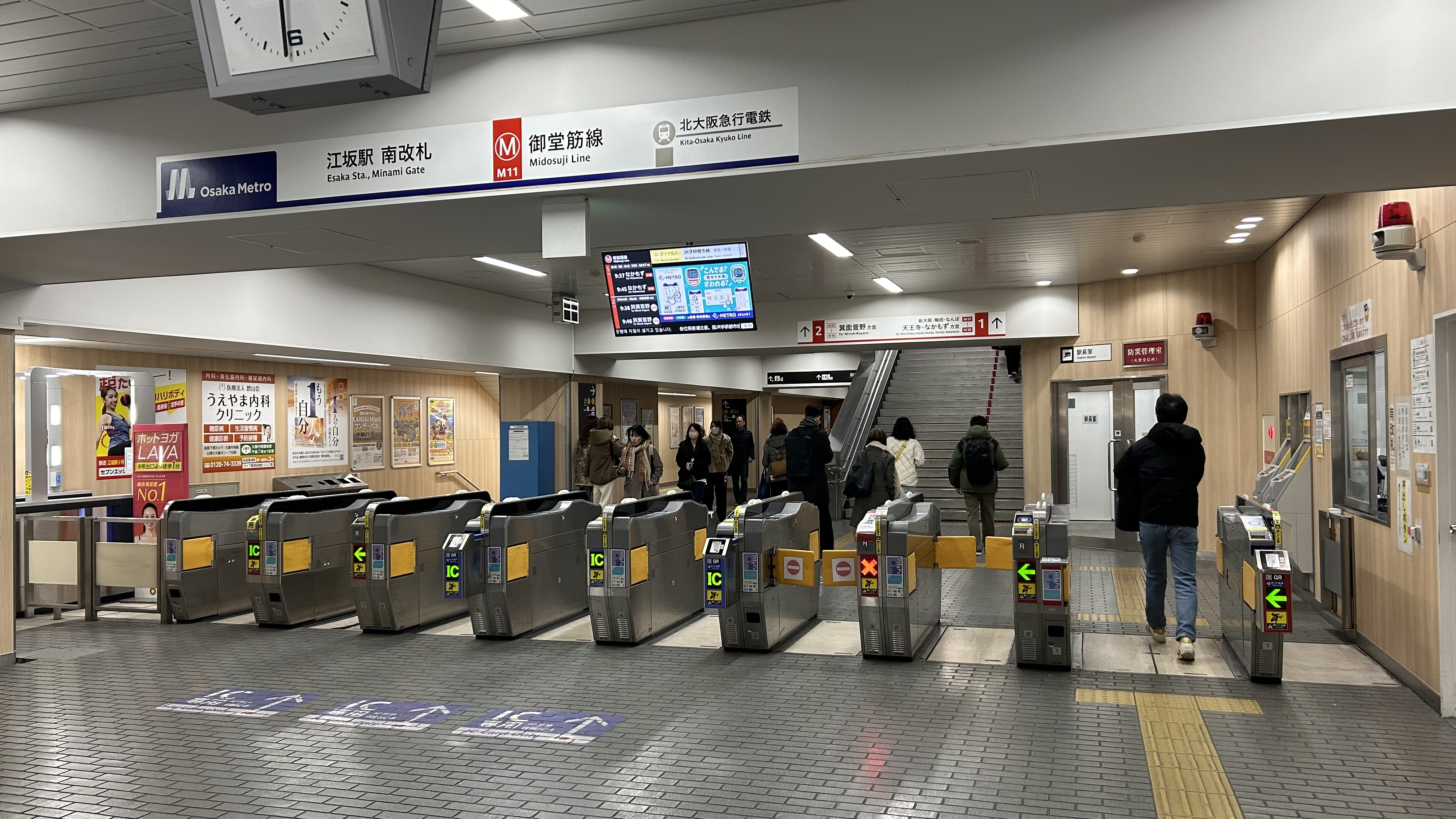
남쪽 개찰구

### 출구
| 출구 번호 | 출구 주변                               | 연결 개찰구 | 비고            |
| --------- | --------------------------------------- | ----------- | --------------- |
| 1         | 에사카 도서관・다이도생명 빌딩 연결통로 | 북쪽 개찰구 |                 |
| 2         | 에사카 도서관・다이도생명 빌딩 연결통로 | 북쪽 개찰구 |                 |
| 3         | 자전거 주차장 연결로 입구               | 북쪽 개찰구 |                 |
| 4         | 퍼시픽 마크스 에사카 연결통로           | 북쪽 개찰구 |                 |
| 5         | 퍼시픽 마크스 에사카 연결통로           | 북쪽 개찰구 |                 |
| 6         |                                         | 남쪽 개찰구 |                 |
| 7         |                                         | 남쪽 개찰구 |                 |
| 8         | 택시 타는 곳                            | 남쪽 개찰구 | 엘리베이터 있음 |
| 9         | 니혼코교 빌딩 연결통로                  | 남쪽 개찰구 |                 |
| 10        | 자전거・오토바이 주차장 연결로 입구     | 남쪽 개찰구 |                 |

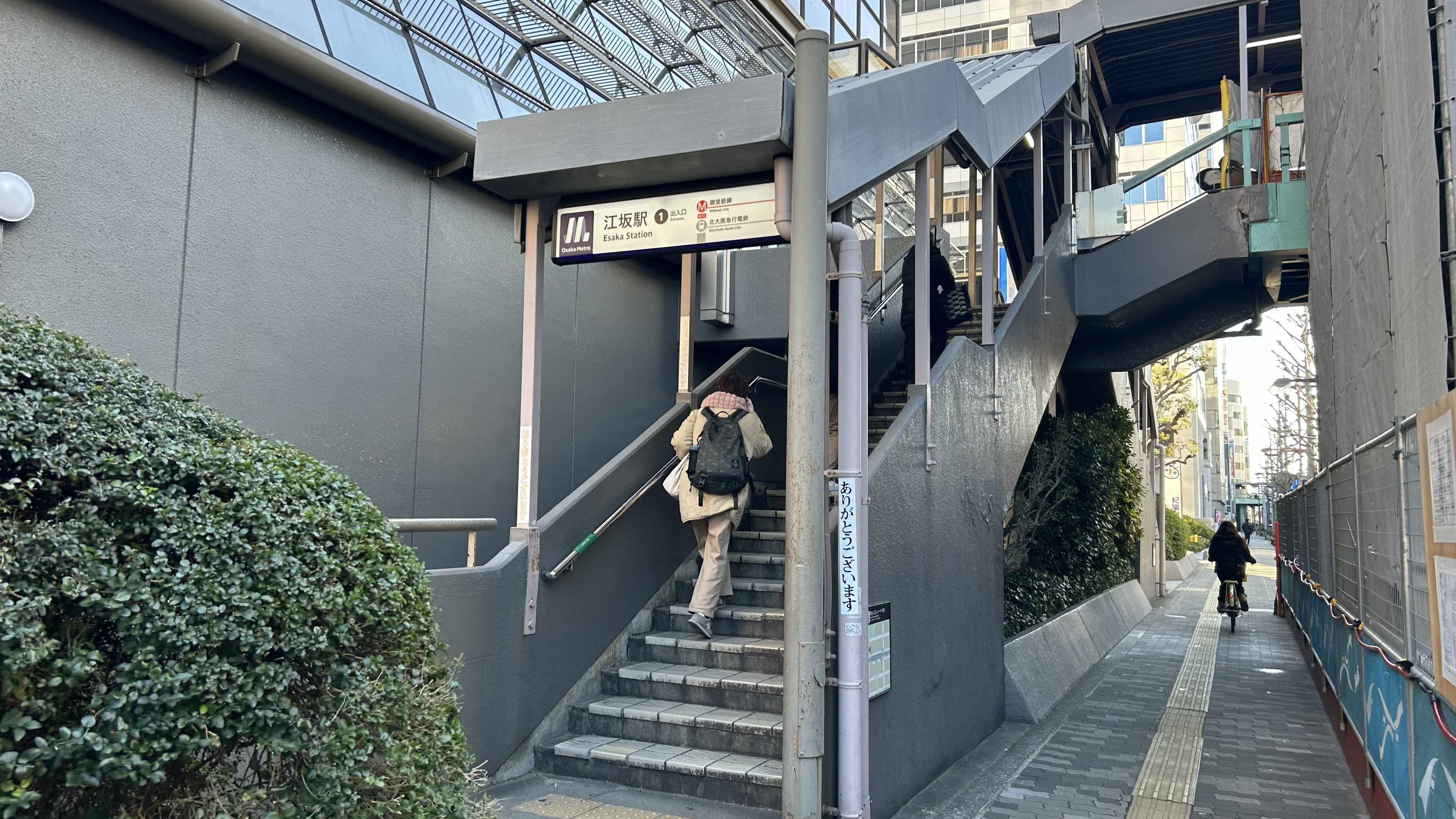
1번 출입구
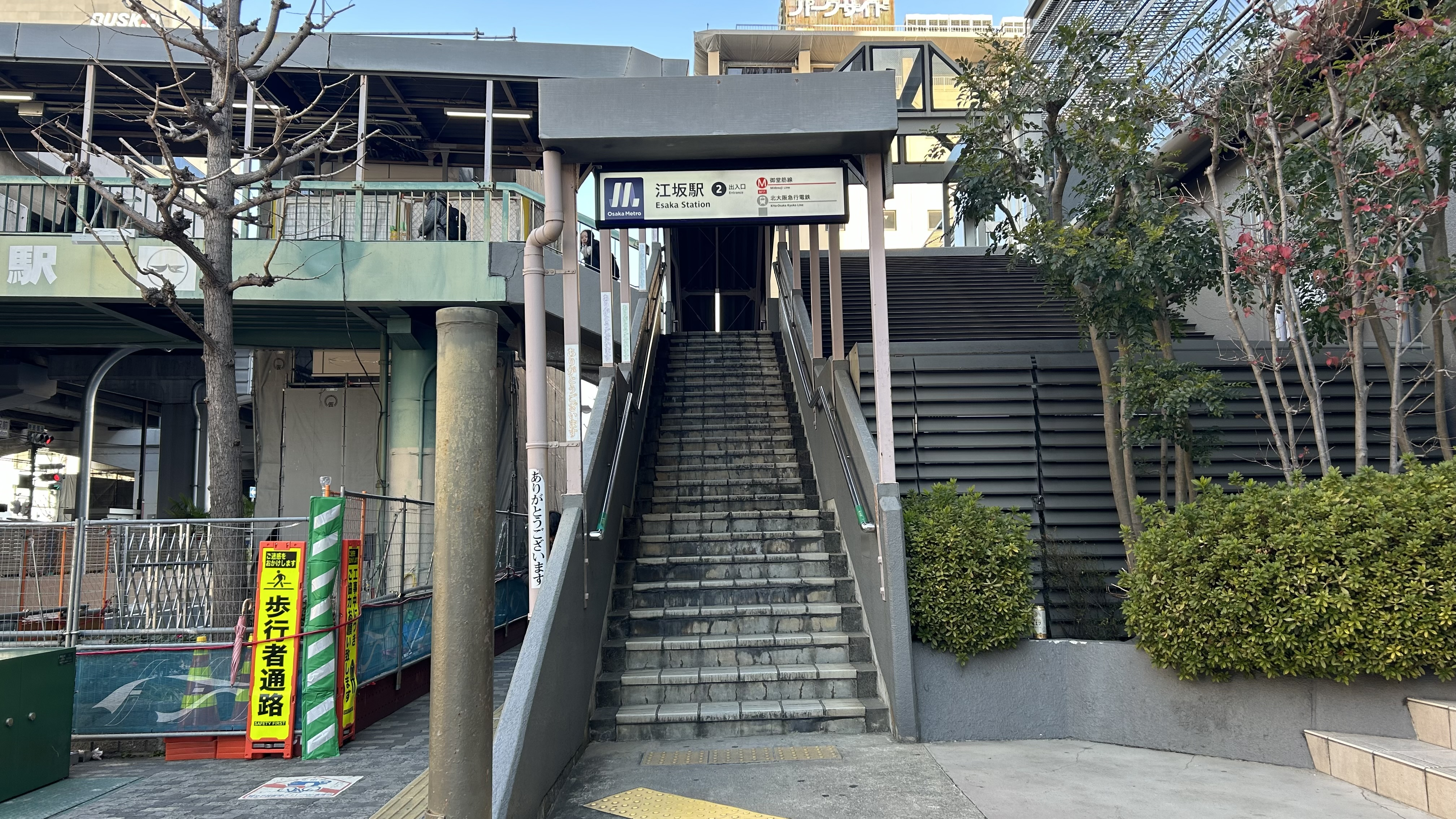
2번 출입구
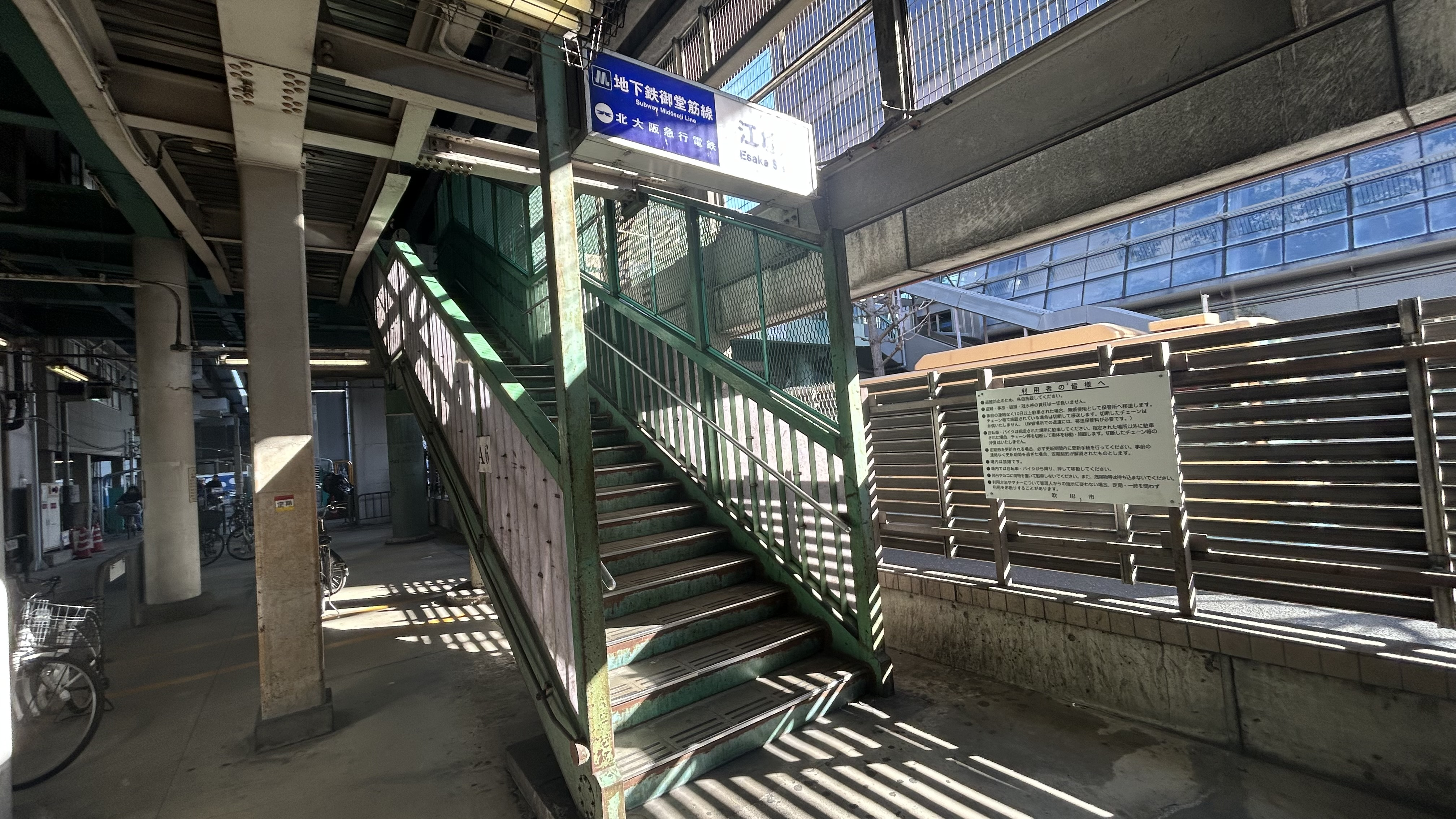
3번 출입구
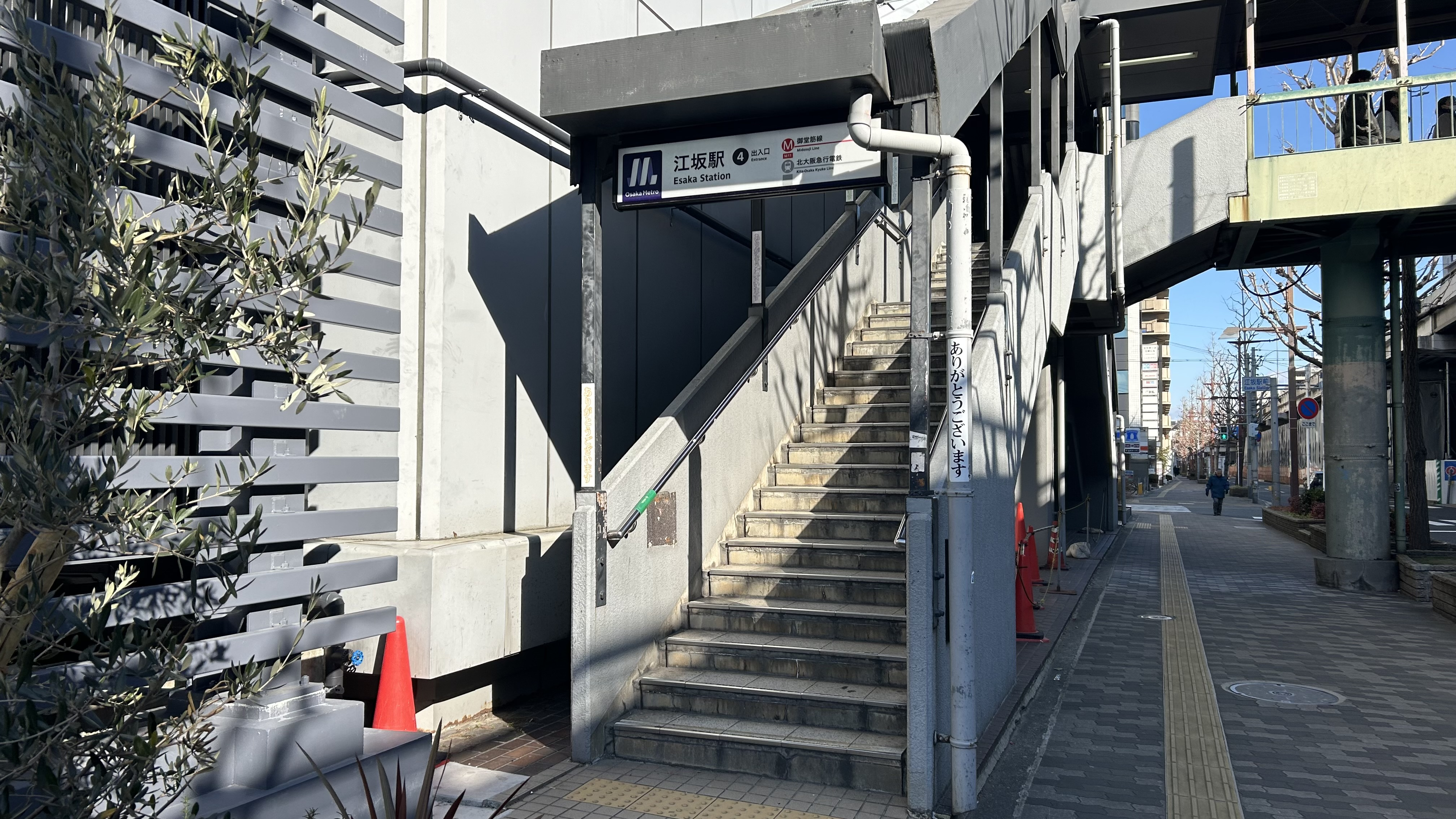
4번 출입구
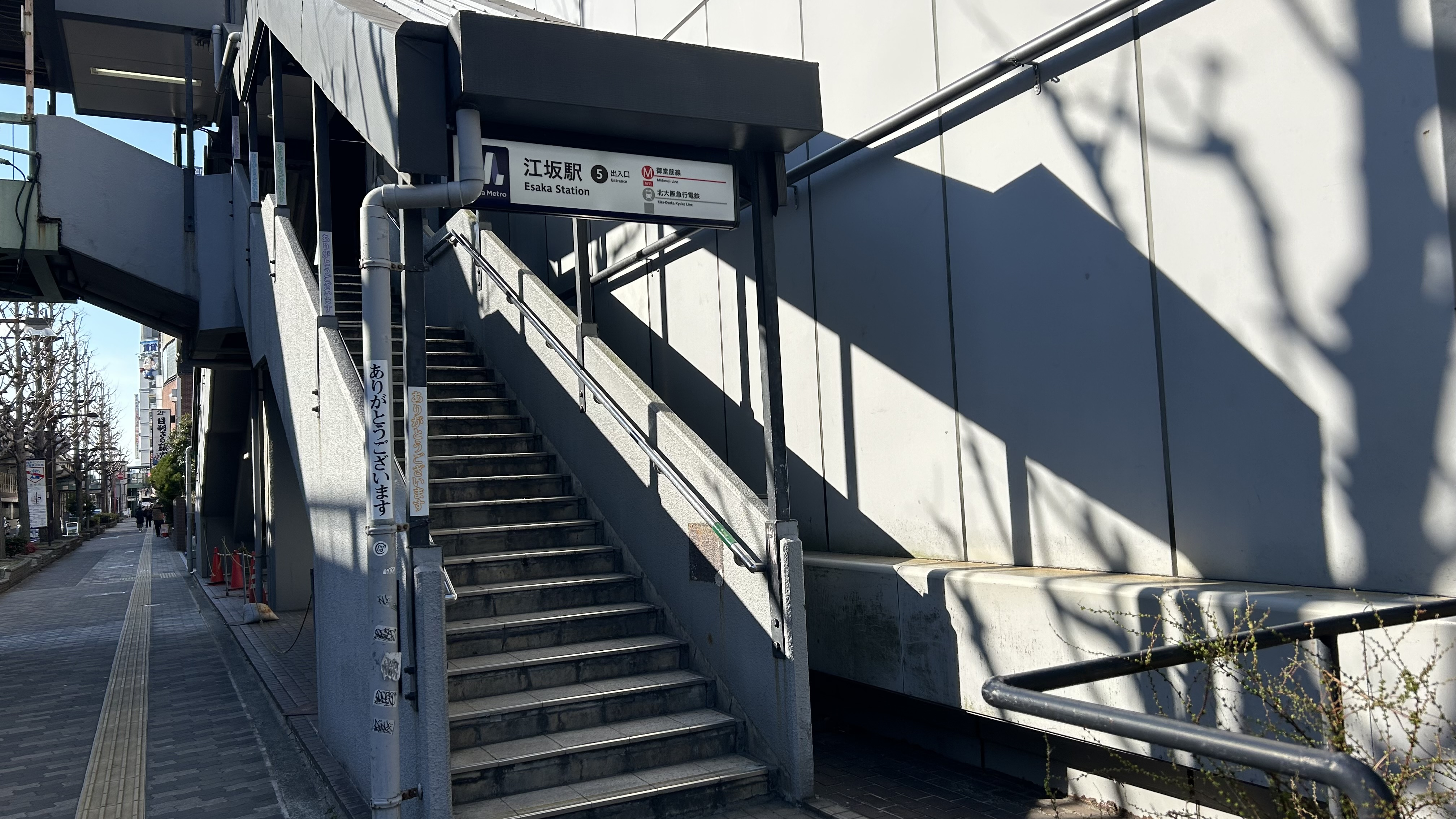
5번 출입구
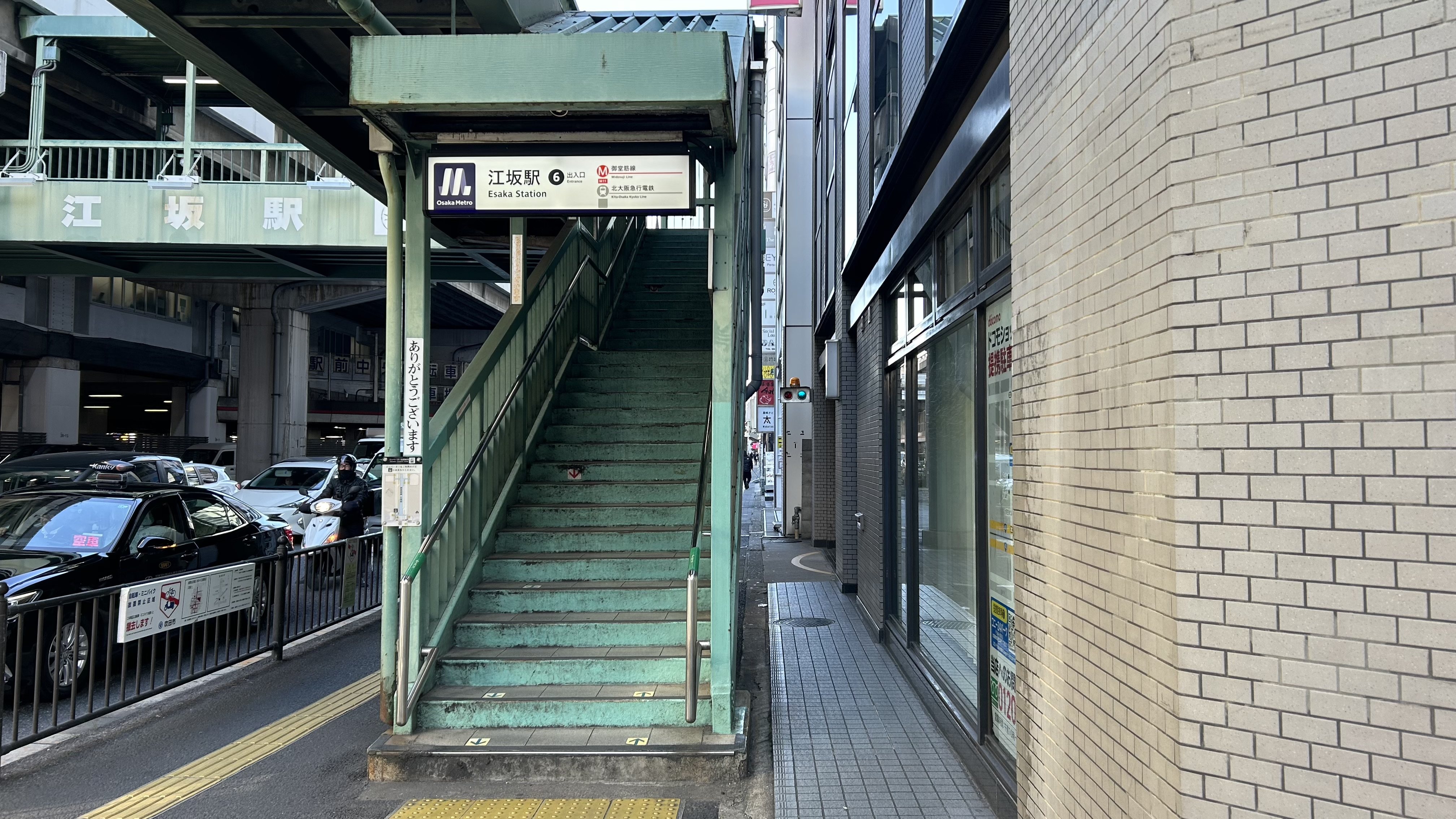
6번 출입구
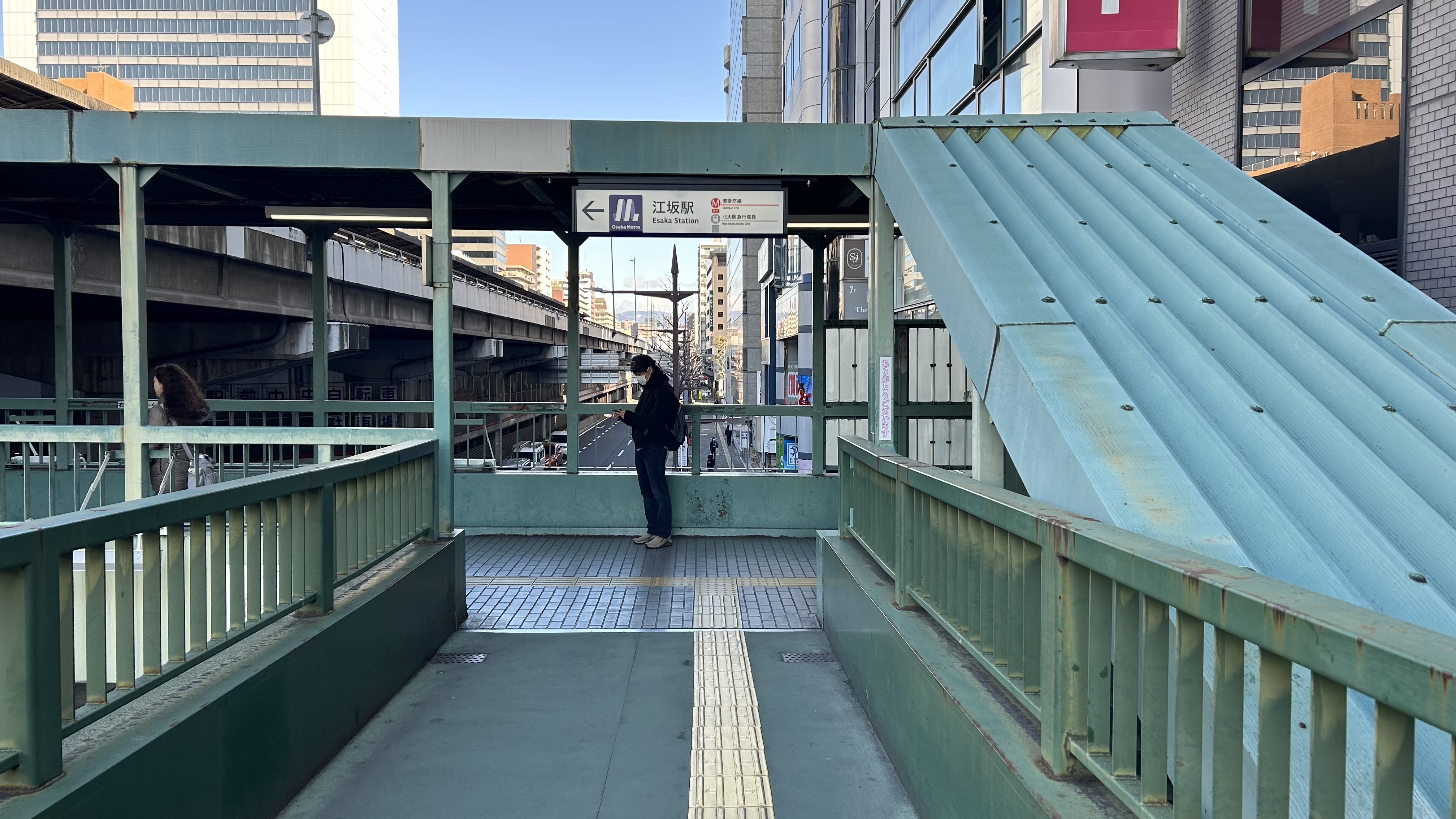
7번 출입구
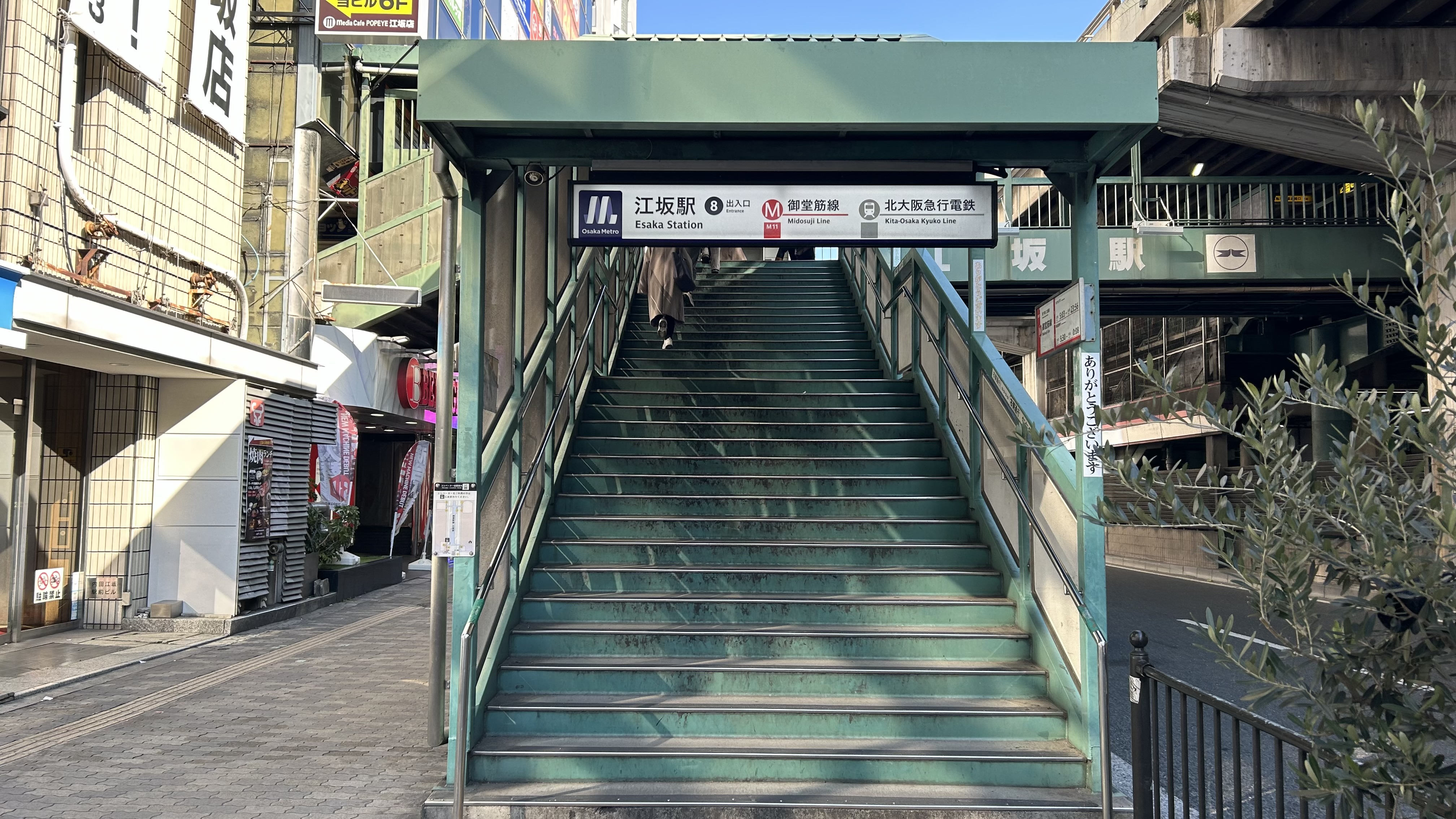
8번 출입구
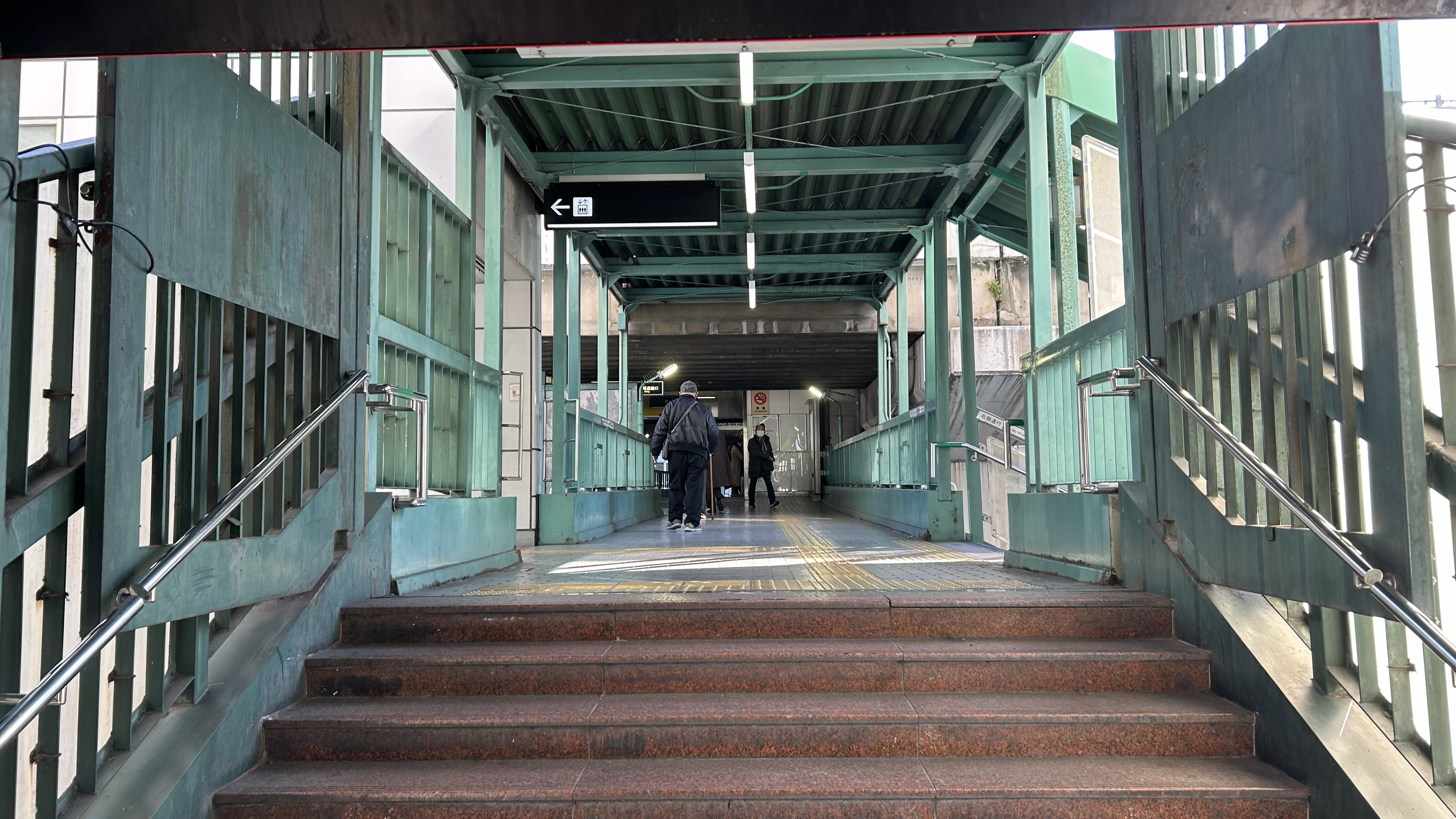
9번 출입구
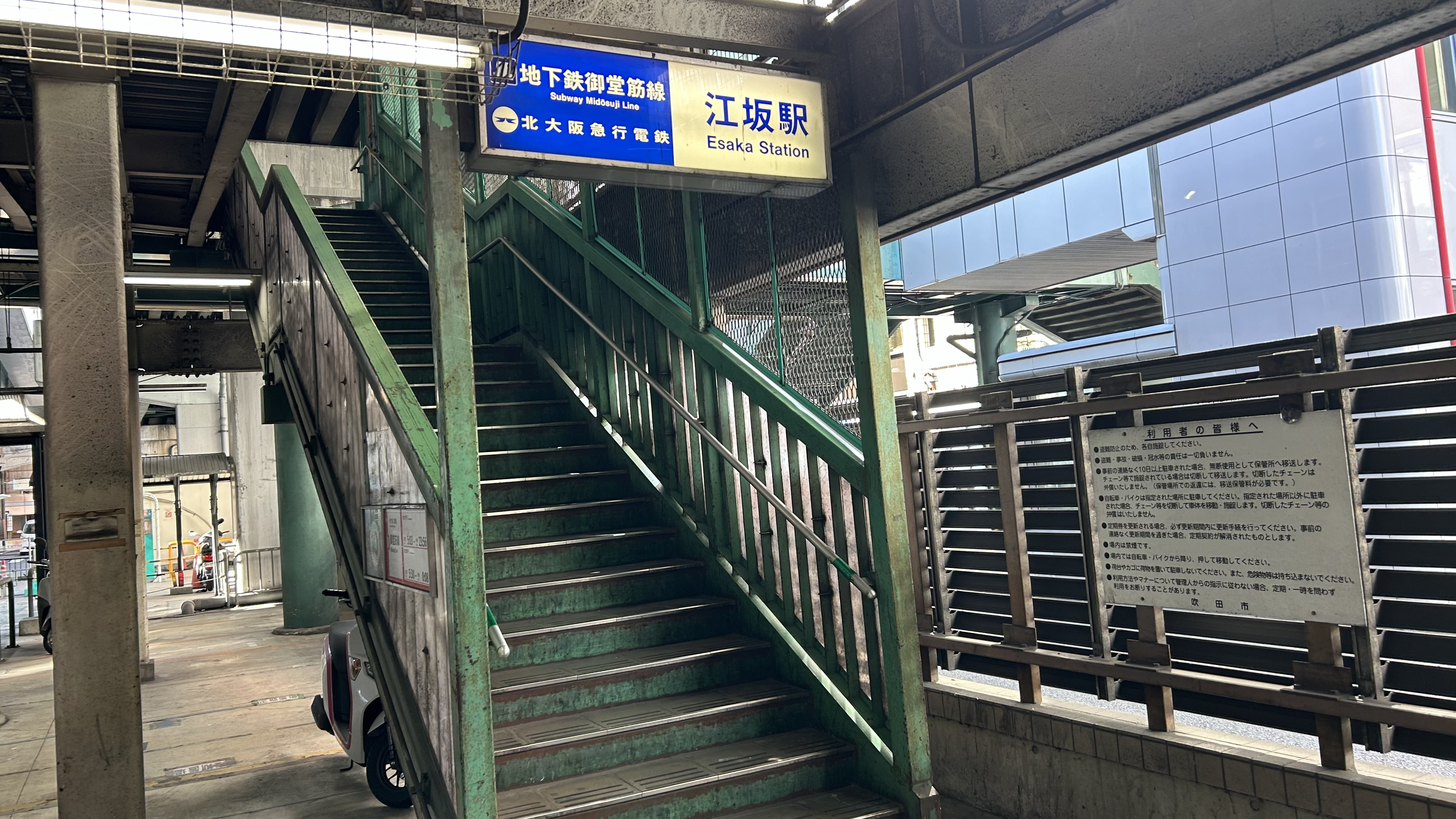
10번 출입구

## 역 주변
주변은 스이타시 서쪽의 중심인 에사카이다. 오사카시의 부도심적인 기능을 하며 본사를 두고 있는 유명 기업들도 많다.
- 에사카 공원
- 스이타시립 에사카 도서관
- 도큐인 호텔
- SNK 본사
- 미스터도넛 본사

## 역사
- 1970년 2월 24일: 미도스지 선 신오사카 ~ 에사카 간, 난보쿠 선 센리 중앙 ~ 에사카 간 개통으로 영업개시.
- 1978년: 남쪽 개찰구 공용 개시.

## 사진

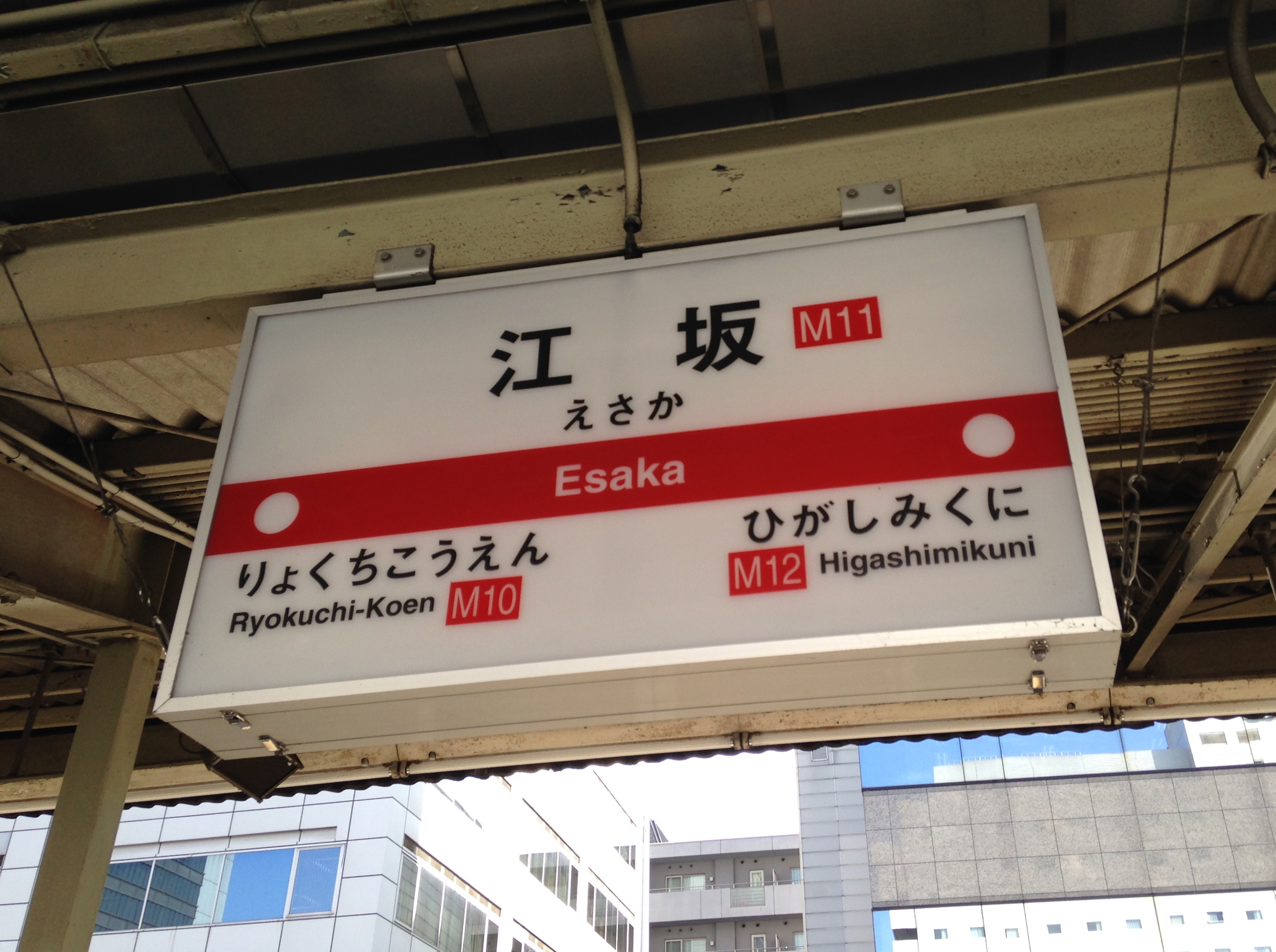
역명판

## 인접역
| ■ 오사카 메트로 미도스지선 기타오사카 급행 전철 □ 난보쿠 선 | ■ 오사카 메트로 미도스지선 기타오사카 급행 전철 □ 난보쿠 선 | ■ 오사카 메트로 미도스지선 기타오사카 급행 전철 □ 난보쿠 선 |
| ----------------------------------------------------------- | ----------------------------------------------------------- | ----------------------------------------------------------- |
| M10 료쿠치코엔 미노오카야노 방면                            |                                                             | 히가시미쿠니 M12 나카모즈 방면                              |